# 線路は続くよどこまでも
『線路は続くよどこまでも』（せんろはつづくよどこまでも、原曲名 I've Been Working on the Railroad）は、アメリカの民謡。日本では佐木敏作詞の歌詞が付けられ、明るく楽しい汽車旅を歌っている。

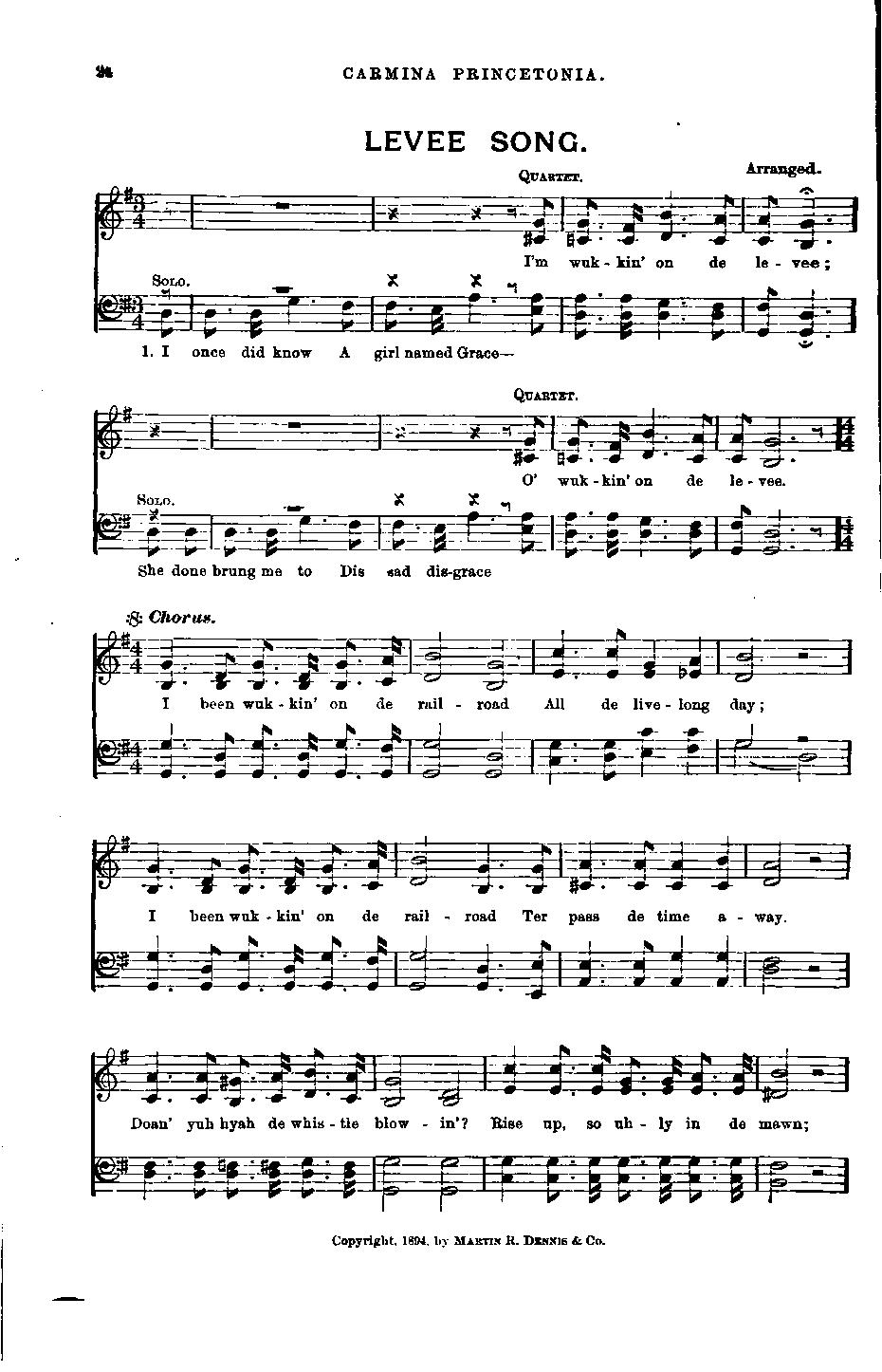
『Carmina Princetonia』（1898年版）所収の「堤防の歌」

## 原曲について
文献上は1894年版の『Carmina Princetonia』（プリンストン大学のグリークラブ用の曲集）に「堤防の歌」(Levee Song)のタイトルで載せられているのがもっとも古い。歌詞は黒人英語で「I been wukkin' on de railroad」になっている。実際には出版よりもずっと古く、1830-1840年代までさかのぼる可能性がある。本来は黒人労働者による堤防工事についての歌だったが、時代による労働内容の変化によって鉄道労働者の歌になったと考えられる。現在では子供むけの童謡になっている。
曲の由来ははっきりしないが、フランツ・フォン・スッペ『詩人と農夫』序曲の最初の方に出てくるチェロ独奏の旋律に由来する可能性がある。

### 歌詞
I've Been Working on the Railroad
| I've been working on the railroad     | 俺は線路で働いている                           |
| All the livelong day                  | まる一日中                                     |
| I've been working on the railroad     | 俺は線路で働いている                           |
| Just to pass the time away            | あっという間に時間が過ぎてゆく                 |
|                                       |                                                |
| Don't you hear the whistle blowing    | 警笛が鳴り響くのが聞こえるだろ                 |
| Rise up so early in the morn          | こんな朝っぱらから起きろってさ                 |
| Don't you hear the captain shouting   | 親方の叫び声が聞こえるだろ                     |
| Dinah, blow your horn                 | ダイナ、警笛を吹き鳴らせってさ                 |
|                                       |                                                |
| Dinah, won't you blow                 | ダイナ、吹き鳴らしてくれ                       |
| Dinah, won't you blow                 | ダイナ、吹き鳴らしてくれ                       |
| Dinah, won't you blow your ho-o-orn   | ダイナ、吹き鳴らしてくれ、お前の警笛を         |
| Dinah, won't you blow                 | ダイナ、吹き鳴らしてくれ                       |
| Dinah, won't you blow                 | ダイナ、吹き鳴らしてくれ                       |
| Dinah, won't you blow your horn       | ダイナ、吹き鳴らしてくれ、お前の警笛を         |
|                                       |                                                |
| Someone's in the kitchen with Dinah   | 誰かがキッチンにダイナと居る                   |
| Someone's in the kitchen I kno-o-o-ow | 誰かがキッチンに居る、俺は知ってるんだ         |
| Someone's in the kitchen with Dinah   | 誰かがキッチンにダイナと居る                   |
| Strummin' on the old banjo!           | あの古いバンジョーをかき鳴らしてるんだ！       |
|                                       |                                                |
| Singin' fi, fie, fiddly-i-o           | 歌ってやがるぜ、フィ、フィー、フィドリーオって |
| Fi, fie, fiddly-i-o-o-o-o             | フィ、フィー、フィドリーオー                   |
| Fi, fie, fiddly-i-o                   | フィ、フィー、フィドリーオ                     |
| Strummin' on the old banjo            | あの古いバンジョーをかき鳴らしながらな         |
|                                       |                                                |
| Someone's makin' love to Dinah        | 誰かがダイナと愛し合ってる                     |
| Someone's making love I know-o-o-o    | 誰かが愛し合ってる、俺は知ってるんだ           |
| Someone's making love to Dinah        | 誰かがダイナと愛し合ってる                     |
| 'Cause I can't hear the old banjo     | あの古いバンジョーが聞こえないからな           |

ダイナ (Dinah) は列車のあだ名として女性の名前で呼んでいるもの。後半部分（Someone's in the kitchen with Dinah以下）はもともと別の曲だったのが後ろに加えられたものである（日本語版では歌われない）。

### The Eyes of Texas
1903年に作られたテキサス大学オースティン校の学園歌「The Eyes of Texas」はこの曲の替え歌になっている。歌詞は、「いかなる時も、テキサス全体が君達に注目し、期待を寄せている。 逃げ出してはならない。」という内容になっており、多くの州民や学生、特に全米屈指の強豪であるフットボール部を中心としたスポーツチーム、ロングホーンズにとって、誇りある伝統の一つになっている。
The eyes of Texas are upon you,

All the live long day.

The eyes of Texas are upon you,

You cannot get away.

Do not think you can escape them,

At night, or early in the morn'.

The eyes of Texas are upon you,

'Till Gabriel blows his horn!

## 日本語版の歴史
1955年に日本でも『線路の仕事』の題名で比較的忠実に紹介された。
この曲が日本で大いに広まったのは、まず1960年、テレビドラマ「テキサス決死隊」“Tales of the Texas Rangers”の主題歌としてであった。「テキサス決死隊」はアメリカで製作されたテレビドラマで、モノクロ30分、製作本数52本、ウィラード・パーカー、ハリー・ローターの主演。1955年から1957年に放送され、日本では1960年6月1日よりKRT（現：TBSテレビ）系・サンスターシオノギ（現：サンスター）一社提供で放送された。番組のオープニングとエンディングに、出演者が歌う主題歌「見よ!テキサス決死隊」“We are the Texas Rangers”が、“I've Been Working on the Railroad”の替え歌で、「あれが西部の荒くれ者と…」と子供達に歌われた。
そして1962年、NHK『みんなのうた』の中で、『線路はつづくよどこまでも』（NHK版では『つづくよ』は平仮名）として紹介されて以降、ホームソング、童謡として愛唱されるようになった。

### 線路の仕事
『線路の仕事』は津川主一（1896-1971）訳。歌詞は、英語の内容を比較的よく伝えている。誤解される事が多いが、歌い出しは「線路は続くよ どこまでも」ではなく「線路の仕事は 何時迄も」である。合唱編曲もなされている。

### みんなのうた版
前述の通り、この歌はNHKの『みんなのうた』で歌われたが、初回は1962年12月で、歌は西六郷少年少女合唱団だった。作詞者は、佐木敏であり、これは『みんなのうた』の二代目のディレクターであった後藤田純生（2004年死去）のペンネームである。しかし、作詞は氏の単独作業によるものではなく、「ノッポさん」こと高見映による原案を元に、当時の番組スタッフの共同作業により作り上げられた。
それから12年強後、1975年8月にカラーアニメ版によるリメイク版が放送、この時は海援隊が歌った。カラーリメイク版はテンポがマーチからフォークソング風に変わり、1番→2番→1番（転調）の順で放送、各番の間の部分は省かれた。
1968年1月1日放送の『みんなのうた特集』で初版を再放送後は、双方とも再放送されなかったが、「みんなのうた発掘プロジェクト」でリメイク版の映像と音楽が提供され、2013年12月に「みんなのうたお楽しみ枠」で実に38年3ヶ月ぶりに再放送、再放送では歌手・映像製作者・歌詞の各テロップがニュープリント化されて放送した。その後初回放送版の音楽も提供され、2021年4月にラジオのみで58年4ヶ月ぶりに再放送された。
なお1990年8月20日放送した『愉快にオンステージ』（当時NHKで放送された公開バラエティ）のスペシャル版『特集・愉快にオンステージ』で、『愉快に』のレギュラー出演者である堺正章・木の実ナナ・山田邦子・西田敏行・南こうせつ・武田鉄矢（元「海援隊」）が集まっての「みんなのうたメドレー」で、武田鉄矢がこの歌を歌った事があった。

## 使用
- 1970年代以前から、キャンプソングとして食事前後に『ごはんだごはんだ』という替え歌が歌われる。食前には待ち望んだ食事をいただくことを感謝する1番、食後には食事をいただいたことの感謝と後片付けを奮起する2番が歌われる。歌詞は地域やグループ、年代によっていろいろなバージョンがある。
- 山本正之『100点シュッパツマンの歌』（アルバム『山本正之'89 少年の夢は生きている』に収録）の間奏に、短調化されたものを使用。
- タイガー魔法瓶のタイガーIH炊飯ジャーでごはんを炊くとメロディが流れる。
- 漫画『ジョジョの奇妙な冒険』第2部「戦闘潮流」において、柱の男ワムウと対峙した主人公ジョセフ・ジョースターがこの歌を歌うシーンがある。直後、ジョセフは鉄球を利用してワムウを攻撃した。

### 映像作品における使用例
- アメリカ映画『大平原』“Union Pacific”（1939年、セシル・B・デミル監督）は、アメリカ大陸を横断するユニオン・パシフィック鉄道の建設を描いたドラマで、この映画の主題曲として使われている。
- 2009年にアニメ『ミラクル☆トレイン』に出演した声優陣であるKENN・杉田智和・置鮎龍太郎・小野大輔・梶裕貴・森田成一によって、それぞれソロでカバーされた。「線路は走るよ6の字に〜大江戸線へようこそ・○○ver.〜」（○○には演じたキャラクターの名前が入る）の曲名で、ボーカルの声優陣がアニメで演じた各キャラクターに沿った新たな詞（作詞：こだまさおり）がつけられている。
- 映画『シン・ゴジラ』では、主人公・矢口蘭堂が赤坂秀樹内閣官房長官代理に対し、「線路」を「戦後」ともじり、「戦後は続くよどこまでも」と発言する。第二次世界大戦の戦勝国が作った国際連合の枠組みの中での、日本の立場を揶揄している。
- アニメ『シンカリオン チェンジ ザ ワールド』では第1話の冒頭にてこの曲が歌われている。

### CMにおける使用例
- 1987年頃にトヨタ自動車が発売するミドルサイズセダン「コロナ（8代目）」のCMにおいて、使用された。
- 1990年代前半に東芝が発売するワープロ『Rupo』の唐沢寿明が出演するCMにおいて、替え歌（三行革命）が使用された。
- 1990年代後半に鳥居薬品の企業CMで替え歌が使用された。
- ACジャパンのCMでは「話そう！笑おう！メシ食おう！(2004)」と「進学できた。前に進めた。(2013)」に使われた。
- SOMPOホールディングスのCM、ひまり生命『ゴッホのひまわり篇』で、この曲の替え歌を使用している[8]。

### スポーツにおける使用例
- プロ野球・福岡ソフトバンクホークスの応援にも使用されている。相手投手交代時には1コーラスが、試合・攻撃開始時、勝利での終了時および打者の出塁や、犠打・得点の際にはサビの部分が演奏される。かつてのチームの親会社が鉄道会社（南海電気鉄道）であったことに由来しており、親会社変更後（ダイエー→ソフトバンク）も引き続き使用されている。また、2010年のホークスのキャッチフレーズでもある「今年はやらんといかんばい!」に合わせて、藤井フミヤ、秋山幸二監督とホークスの選手、カイくんが歌うCMが存在する。南海時代には、これとは別の部分が同球団所属の新井宏昌の個人応援歌として使用されていた。
- 社会人野球のJR東日本東北硬式野球部は、都市対抗野球大会において得点が入った際に、応援団とチアリーダーがステージ上で「ジェンカ」を踊りながら歌う。これも、鉄道会社の野球部ゆえの演出である。
- Jリーグ・ジュビロ磐田では、試合に勝利した時に『勝利は続くよどこまでも』という替え歌が歌われる。なお、2行目の歌詞に関して、以前は「野を越え 山越え (相手チーム名)越えて」[9]だったが、後に「みんなで掴んだ 歓喜の瞬間」[10]に変わっている。
- 義大ライノズにて「殺殺歌」という応援歌のひとつとして使われている。この応援歌は誠泰コブラズ～米迪亜ティー・レックスにて使われていたものを同チーム解散後引き継いだものである。
- ハンファ・イーグルスでも金會成と鄭振浩の応援歌に使用されていた。金の場合は冒頭部、鄭の場合は中間部を使う。
- アメリカのプロレスラー　ディック·マードックの新日本プロレス時代の入場テーマ曲。

### 実際の鉄道における使用例
- 阪神電気鉄道
  - 接近メロディとして各駅（大阪梅田駅、神戸三宮駅2番線、近鉄管轄の大阪難波駅および山陽管轄の西代駅を除く）で停車列車の接近放送の最初に流されている。1990年から2009年1月までは西浦達雄編曲のものであったが、2009年1月からは阪神なんば線（旧・西大阪線）延伸開業を機に向谷実編曲のものに変更された。1990年から2009年1月まで使用されていた分の音源は2002年発売のCD『スルッとKANSAI Sound Collection Vol.02』に収録されている。2009年1月から使用されている分は阪神電気鉄道のラジオCMとして使われていた。
- 阪急電鉄
  - 神戸高速線のうち阪神の管轄駅である高速神戸駅・新開地駅は阪神と共通（新開地駅3番のりばを除く）。
- 西日本旅客鉄道（JR西日本）
  - 岡山支社管内の駅（岡山駅・津山駅・倉敷駅）の一部ホームで接近メロディとしてほぼ1コーラスが使われている。
  - 2015年3月22日から大阪環状線弁天町駅の発車メロディとして採用されている。かつて駅前に交通科学博物館があったことに因んでいる[11]。
  - 高山本線猪谷駅で接近メロディとして使用されている。ジャズ風のアレンジがされている[12]。
- 近畿日本鉄道
  - かつて近鉄特急の一部形式（アーバンライナーや伊勢志摩ライナーなど）に列車電話が設置されていた頃は、自動放送で乗客に電波が弱いが故に列車電話が暫く使用不可であることを伝えるアナウンスの車内チャイムとして使われていた。列車電話が全廃された現在は使用されていない。
  - また、1999年まで近鉄特急では終点に近づくと車掌が車内を巡回して特急券を回収しており、その旨を伝えるアナウンスのチャイムとしても使われていた。
- 九州旅客鉄道（JR九州）
  - 鹿児島本線竹下駅で正午の時報に用いられており、駅前のスピーカーから駅周辺に正午を告げる[13]。
- 東日本旅客鉄道（JR東日本）
  - 2代目横浜駅誕生100周年イベントにあわせ、2015年7月25日から2025年5月22日まで根岸線桜木町駅で発車メロディとして採用されていた。編曲は塩塚博が手掛けた[14]。